# Ockrabukig tangara
Ockrabukig tangara (Pipraeidea melanonota) är en fågel i familjen tangaror inom ordningen tättingar.. 

## Utseende
Ockrabukig tangara är en liten och slank tangara med karakteristisk fjäderdräkt. Undersidan är ljust sandfärgade med en persikofärgad fläck på bröstet, svart ansiktsmask, puderblå hjässa och mörkare blått på rygg och vingar. Könen är lika.

## Utbredning och systematik
Ockrabukig tangara förekommer i två skilda områden i Sydamerika, dels i Anderna, dels i sydöstra Sydamerika. Den delas in i två underarter med följande utbredning:
- Pipraeidea melanonota venezuelensis – förekommer från Anderna i Colombia till Venezuela och nordvästra Argentina
- Pipraeidea melanonota melanonota – förekommer från östra Paraguay till sydöstra Brasilien, Uruguay och nordöstra Argentina

## Levnadssätt
Ockrabukig tangara hittas i Anderna från förberg till övre subtropiska zonen, ibland även högre upp. I sydöstra Sydamerika ses den på lägre nivåer. Den ses vanligen enstaka eller i par i ungskog, skogsbryn och trädgårdar. Ibland slår den följe med kringvandrande artblandade flockar.

## Status
Arten har ett stort utbredningsområde och beståndet anses stabilt. Internationella naturvårdsunionen IUCN listar den därför som livskraftig (LC).

## Bilder

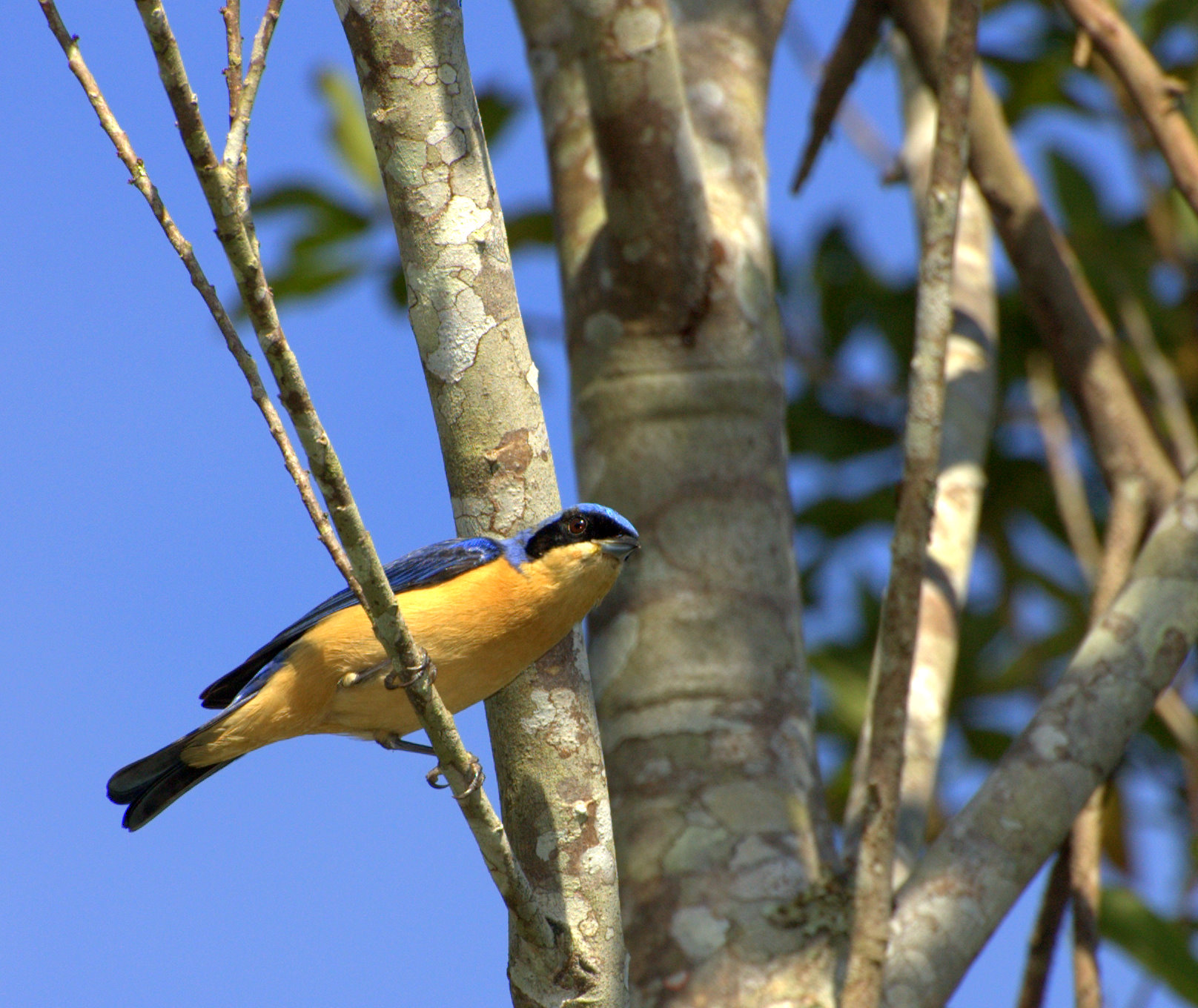
Ockrabukig tangara i Vale do Ribeira i Brasilien
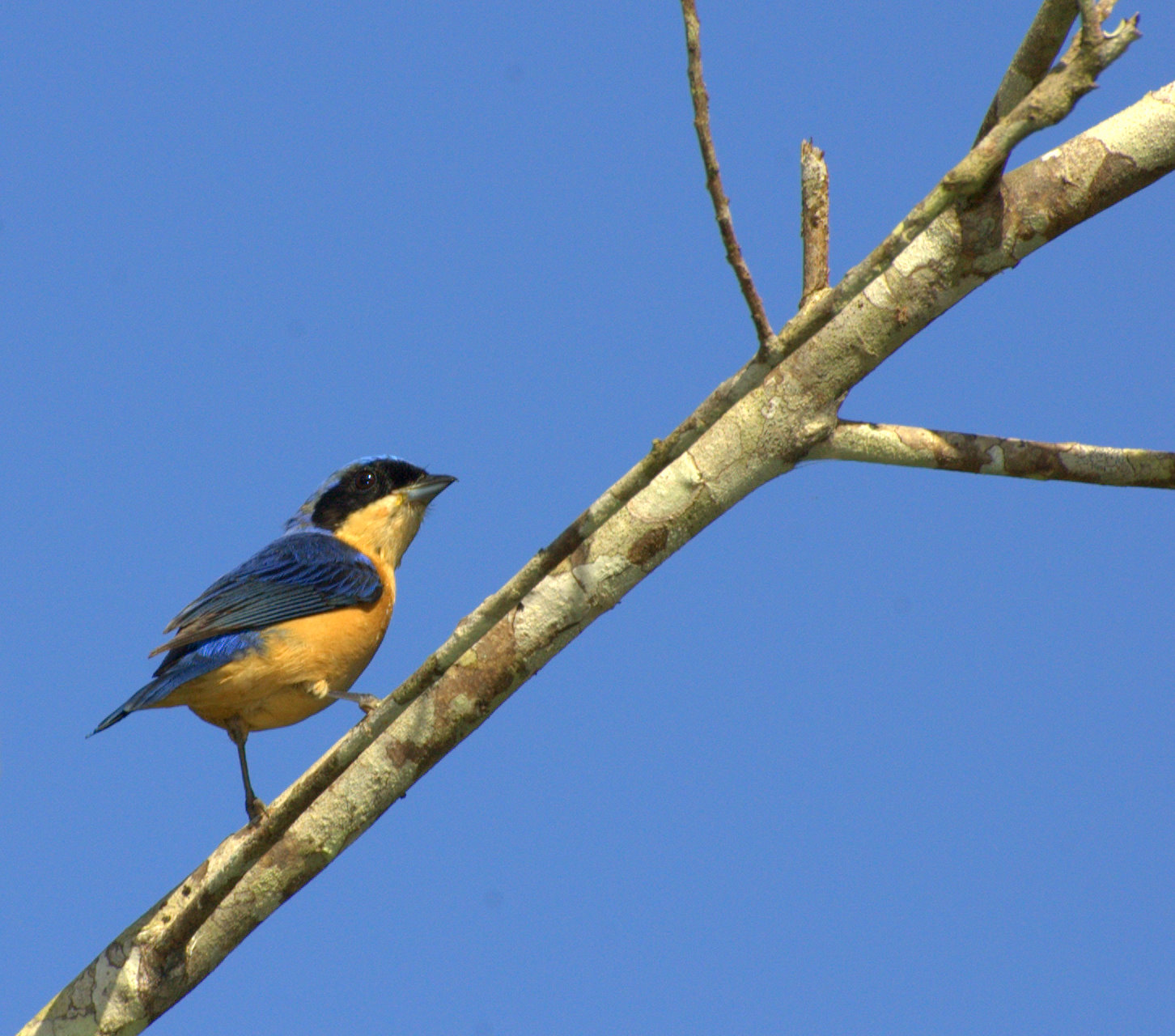